# Torino
Torino (njem., eng. i fra. Turin) je grad u Italiji, u regiji Pijemont. Torino leži na rijeci Po i okružen je Alpskim masivom. Prema popisu iz 2008. godine, imao je 908.617 stanovnika, čime je četvrti talijanski grad po brojnosti, iza Rima, Milana i Napulja.
Torino je veliki industrijski centar regije i cijele sjeverne Italije. Najpoznatiji je po automobilskim tvornicama, kao što su Fiat, Lancia, Alfa Romeo te Ferrari. U Torinu su održane Zimske olimpijske igre 2006.

## Povijest
Torino je osnovan još prije 2300 godina od galskog plemena Taurini. Ime Torino se preko "Taurini" povezuje s latinskom riječi taurus, u značenju 'bik', a bik je još dan danas simbol ovoga grada. Tijekom Hanibalovog putovanja preko Alpa grad je razoren. Julije Cezar ga ponovno izgrađuje 28. pr. Kr. pod imenom Augusta Taurinorum, kao važnu vojnu koloniju.
Padom Rimskog Carstva grad osvajaju Goti, pa Langobardi te na kraju Franci, koji u 8. stoljeću osnivaju grofoviju. Torino dolazi pod utjecaj Savojske obitelji, koja gradom vlada do 1536. godine, kada ga zauzimaju Francuzi. Vojvoda Emanuele Filibero Savojski vratio je grad tek trideset godina kasnije.
Torino arhitektonski i kulturno počinje cvjetati tijekom 17. stoljeća. Poseban pečat daju mu arhitekti Guarino Guarini i Filippo Juvarra izgradnjom crkava i palača. U gradu se nalazi najvažniji muzej egipatske kulture nakon onoga u Kairu. 
Od 1720. godine bio je glavni grad Kraljevine Sardinije.
U drugoj polovici 19. stoljeća (1861. – 1864.) grad postaje središtem nove Kraljevine Italije. Danas je to veliki industrijsko središte s poznatim tvornicama automobilske industrije: Fiat, Alfa Romeo, Ferrari, Lancia i Iveco.

## Kultura
- Mole Antonelliana, visoka dominantna građevina, simbol Torina.
- U blizini Torina se nalazi crkva iz 18. stoljeća, Bazilika Superga.
- Dvorac Valentino, povijesna građevina, nekadašnja rezidencija kuće Savoja.

## Šport
- XX. Zimske olimpijske igre – Torino 2006.
- Juventus F.C.
- Torino F.C.
- Auxilium Torino

## Galerija
- Satelitska snimka
- Pogled na grad s brda Monte dei Cappuccini
- Mole Antonelliana
- Bazilika Superga
- Crkva Majke Božje
- Porta Palatina
- Rijeka Po
- Torinski tramvaj

## Vanjske poveznice
- Službena stranica (tal.) (engl.) (fr.) (šp.)
- Vodič kroz Torino  Arhivirana inačica izvorne stranice od 16. prosinca 2008. (Wayback Machine) (tal.) (engl.) (fr.) (šp.) (njem.)
- Fotografije Torina

### Ostali projekti
|  | Zajednički poslužitelj ima još gradiva o temi Torino |